# Иванчук, Павел Трофимович
Павел Трофимович Иванчук (1923 — ?) — советский футболист, защитник.
Выступал за команды «Спартак» Винница (1946, группа III), «Шахтёр» Рутченково (1947—1948, КФК), «Шахтёр» Сталино (1949—1952, класс «А»), «Металлург» Днепропетровск (1953, класс «Б»), «Торпедо» Таганрог (1955, КФК), «Рудоуправление имени Дзержинского» Кривой Рог (1956, КФК).
В 1951 году — бронзовый призёр чемпионата и полуфиналист Кубка СССР.
В 1953 году — старший тренер «Химика» Днепродзержинск.